# Marie-Dominique Chenu
Marie-Dominique Chenu OP (ur. 7 stycznia 1895 w Soisy-sur-Seine, zm. 11 lutego 1990 w Paryżu) – francuski duchowny katolicki, członek zakonu dominikanów, teolog, przedstawiciel chrześcijańskiego egzystencjalizmu.

## Życiorys
W 1913 roku wstąpił do zakonu dominikanów, a święcenia przyjął w 1919 roku w Rzymie. Rok później obronił pracę doktorską napisaną pod kierunkiem Reginalda Garrigou-Legrange’a OP. Następnie został wykładowcą, a później przełożonym Le Saulchoir koło Tournai w Belgii.
W 1942 r., w związku z umieszczeniem jego książki Une ecole de theologie: Le Saulchoir na rzymskim Indeksie, złożył rezygnację z zajmowanego stanowiska i osiadł w paryskim klasztorze Saint-Jacques, a po zawieszeniu przez Watykan ruchu księży-robotników, z którym  był związany, przeniósł się do Rouen. 
Aktywnie włączył się w prace na rzecz Soboru watykańskiego II – jego wkładem były liczne odczyty i konferencje dla biskupów, praca w komisjach redagujących dokumenty soborowe, z których najważniejszy stał się Schemat XIII – podstawa Konstytucji duszpasterskiej o Kościele w świecie współczesnym. Przez pewien czas pracował jako ekspert w Sekretariacie do Spraw Niewierzących oraz wykładał w Instytucie Katolickim w Paryżu. Zmarł w Paryżu w 1990 r.
Był wybitnym mediewistą, znawcą teologii XII i XIII w., znakomitym badaczem i interpretatorem myśli św. Tomasza z Akwinu. Uważał, że myśl teologiczna winna być solidarna ze swoją epoką, zajmował się wieloma kwestiami społeczno-politycznymi. Jako twórca tzw. teologii pracy oddziaływał na rozwijający się 1943–1954 francuski ruch księży-robotników.

## Wybrane publikacje
- La théologie comme science au XIIIe siècle, 1927
- Une école de théologie : Le Saulchoir, 1937
- Pour une thélogie du travail, Seuil
- Introduction à l'étude de saint Thomas d'Aquin, Vrin, Paris, rééd. 1993
- Notes quotidiennes au Concile, Paryż : Les Éditions du Cerf, 1995.

## Wybrane przekłady polskie
- O teologię pracy w: Ku powszechnej cywilizacji pracy. Z. Więckowski (redaktor), IW PAX: Warszawa 1963.
- Lud Boży w świecie, Znak Kraków 1968.
- Święty Tomasz z Akwinu i teologia, Kraków: Znak, 1997.
- Wstęp do filozofii św. Tomasza z Akwinu, Kęty: Antyk, 2001.
- Wybór pism, Warszawa: Instytut Wydawniczy PAX, 1971.
- Teologia materii: cywilizacja techniczna i duchowość chrześcijańska Paryż: Editions Du Dialogue. Societe D`Editions Internationales, 1969.